# 166974 Joanbinimelis
166974 Joanbinimelis è un asteroide della fascia principale. Scoperto nel 2003, presenta un'orbita caratterizzata da un semiasse maggiore pari a 2,2949329 au e da un'eccentricità di 0,1112223, inclinata di 6,30401° rispetto all'eclittica.